# Krautergersheim

Krautergersheim (în alsaciană Ewernah) este o comună franceză în districtul administrativ Bas-Rhin, Franța, iar de la 1 ianuarie 2021, pe teritoriul Colectivității Europene din Alsacia (Collectivité européenne d'Alsace), în regiunea Grand Est. În 1 ianuarie 2022 avea o populație de 1.767 de locuitori.
Această comună este situată în regiunea istorică și culturală Alsacia.
Locuitorii săi se numesc „Chouvilloises” și „Chouvillois”, cu referire la varza murată choucroute (în germană Kraut, krüt în alsaciană), iar locuitorii comunei pretind că aici este „capitala verzei murate” (Capitale de la choucroute).